# Microrregión de Patos
La microrregión de Patos es una de las  microrregiones del estado brasileño de la Paraíba perteneciente a la mesorregión  Sertón Paraibano. Su población fue estimada en 2006 por el IBGE en 124.018 habitantes y está dividida en nueve municipios. Posee un área total de 2.483,972 km².

## Municipios
- Areia de Baraúnas
- Cacimba de Areia
- Mãe d'Água
- Passagem
- Patos
- Quixabá
- Santa Teresinha
- São José de Espinharas
- São José do Bonfim

- Datos: Q2667260